# Philipp Batthyány-Strattmann

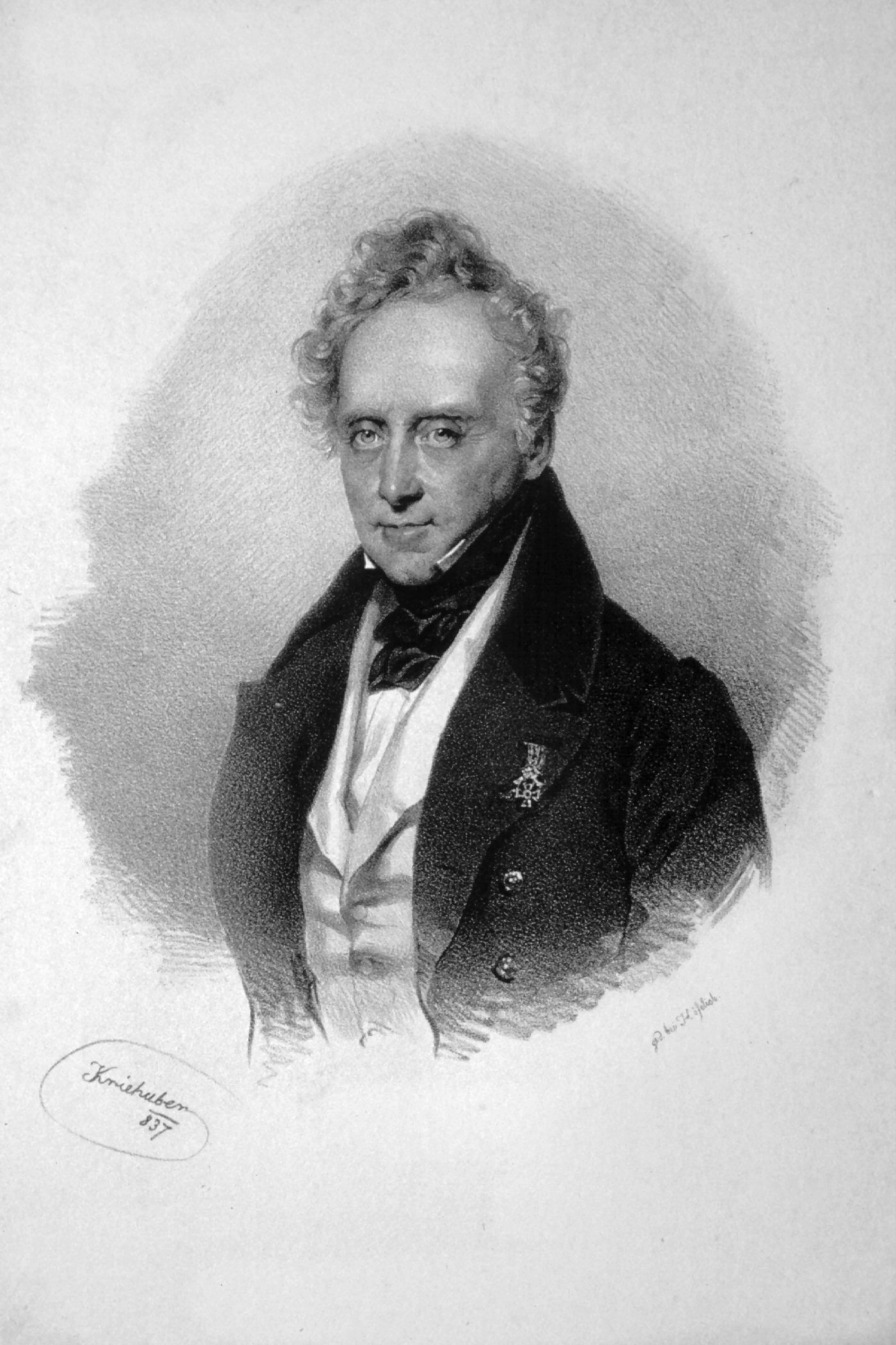
Philipp Batthyány-Strattmann auf einer Lithographie von Josef Kriehuber (1837)

Philipp Batthyány-Strattmann (ungarisch Batthyány-Strattmann Fülöp; * 13. November 1781 in Wien; † 22. Juli 1870 in Wien), mit vollem Namen Philipp Ludwig Karl Emmerich Alois Johann Nepomuk Vincenz Ferrerius Franz von Paula Batthyány-Strattmann, war ein ungarischer Magnat und Obergespan. Er wird im Stammbaum der Familie Batthyány als Philipp III. geführt, und war der 4. Fürst von Batthyány-Strattmann. Als humanistisch gebildeter Förderer von Kunst und Kultur gründete er mehrere Stiftungen, darunter die 1870 eingerichtete und bis heute bestehende Fürst Philipp Batthyánysche Stiftung zur Erhaltung der mittelalterlichen Stammburg und des Franziskanerklosters mit der Klosterkirche und der Familiengruft in Güssing. Bis zur Abschaffung der Grundherrschaft in den Jahren 1848 und 1854 war er Grundherr mehrerer Herrschaften im heutigen Österreich und Ungarn.

## Herkunft und Familie
Fürst Philipp entstammte dem alten und weit verzweigten ungarischen Magnatengeschlecht Batthyány, das zu den bedeutendsten Adelsfamilien der Habsburgermonarchie gehörte. Er war der ältere Sohn des 3. Fürsten Ludwig Batthyány-Strattmann und dessen Ehefrau Maria Elisabeth Gräfin von Pergen. Sein Urgroßvater väterlicherseits, Ludwig Ernst Batthyány, war unter Maria Theresia ungarischer Hofkanzler und Palatin. Dessen Bruder Karl Josef Batthyány wurde in Anerkennung für seine Leistungen als General, Feldmarschall und Erzieher des späteren Kaisers Joseph II. 1763/64 in den Fürstenstand erhoben. Da keiner seiner Nachkommen das Erwachsenenalter erreichte, ging der Fürstentitel nach seinem Ableben auf Ludwig Ernsts Sohn Adam Wenzel Batthyány-Strattmann über – den Großvater von Philipp.
Diese erste fürstliche Linie der Familie bestand aus den Nachkommen von Christoph II., dem älteren der beiden Söhne von Adam I. Batthyány, der für die Familie „als Stammvater im engeren Sinn“ gilt. Er teilte sein Erbe unter seinen Söhnen Christoph und Paul I. Batthyány – von dem alle heute noch lebenden Familienmitglieder abstammen – auf.

## Leben und Wirken

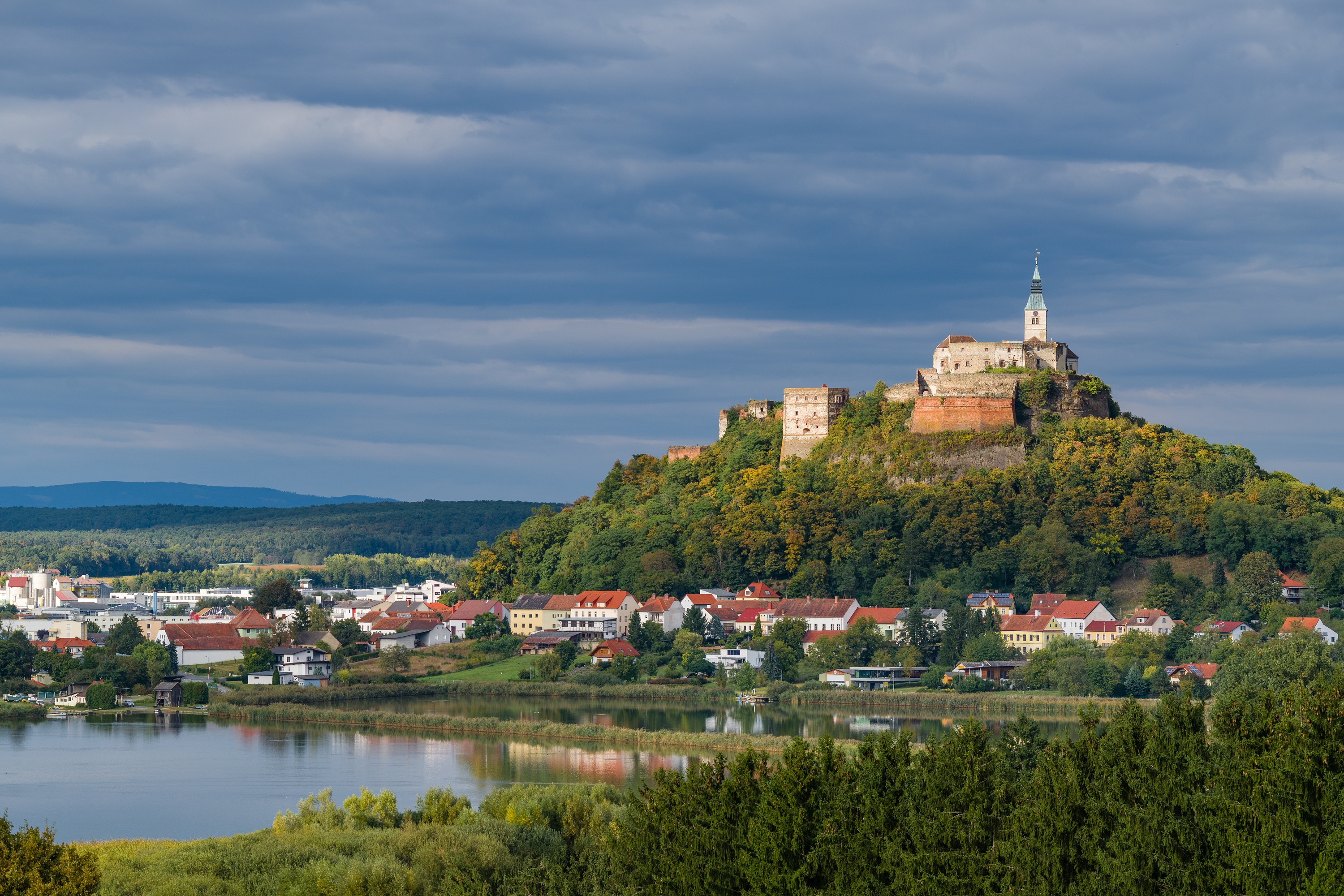
Die bis heute im Eigentum der Fürst Batthyányschen Stiftung stehende Burg Güssing im heutigen Burgenland

Über Kindheit und Jugend Philipps ist wenig bekannt. Mit Mitte 20 erbte er 1806 den Fürstentitel von seinem relativ früh mit Anfang Fünfzig verstorbenen Vater Ludwig. Er war außerdem Erbe aller drei Fideikommisse der Familie Batthyány sowie der Erbe zahlreicher Güter im heutigen Österreich und in Ungarn. Während der napoleonischen Kriege kämpfte er als Major in der Armee des Kaisertums Österreich.
Bekannt wurde er vor allem als Kunstförderer und Mäzen. Das vom 1. Fürst erworbene Schloss Trautmannsdorf ließ er 1810 zu einem Prachtbau im klassizistischen Stil umbauen – vermutlich von Joseph Kornhäusel. In Güssing, wo sich seit 1524 der Stammsitz der Familie befindet, ließ er einen städtischen Ziegelofen errichten, 1821/22 und 1848 die heutige Basilika renovieren, und 1829 zusammen mit Johann Nepomuk I. (1744–1831) aus der Scharfensteiner Linie der Batthyány die Familiengruft unter der Klosterkirche sanieren und erweitern. Er war ein Förderer des jüdischen Lebens in seinen Herrschaftsgebieten, und ließ 1837/38 einen jüdischen Tempel in der Güssinger Innenstadt erbauen, dessen jüdische Gemeinde unter seiner Herrschaft ihre Blütezeit erlebte. Auch in Rechnitz, Kanisza, Körmend und Steinamanger förderte er den Bau von Synagogen. Der jüdischen Gemeinde von Schlaining verkaufte er ein Grundstück zur Erweiterung des bestehenden Tempels. In den 1860er-Jahren unterstützte er den Bau des Wiener Musikvereins.
Philipp gründete mehrere Stiftungen, unter anderem in der westungarischen Stadt Körmend, in der sich der Hauptsitz der fürstlichen Linie der Familie befand. Kurz vor seinem Tod gründete er die Fürst Philipp Batthyánysche Stiftung zum Erhalt von Burg, Kloster, Klosterkirche und Familiengruft. Die Stiftung, an der seit dem 20. Jahrhundert auch das Land Burgenland beteiligt ist, besteht bis heute. In ihrem Eigentum steht die Burg Güssing.

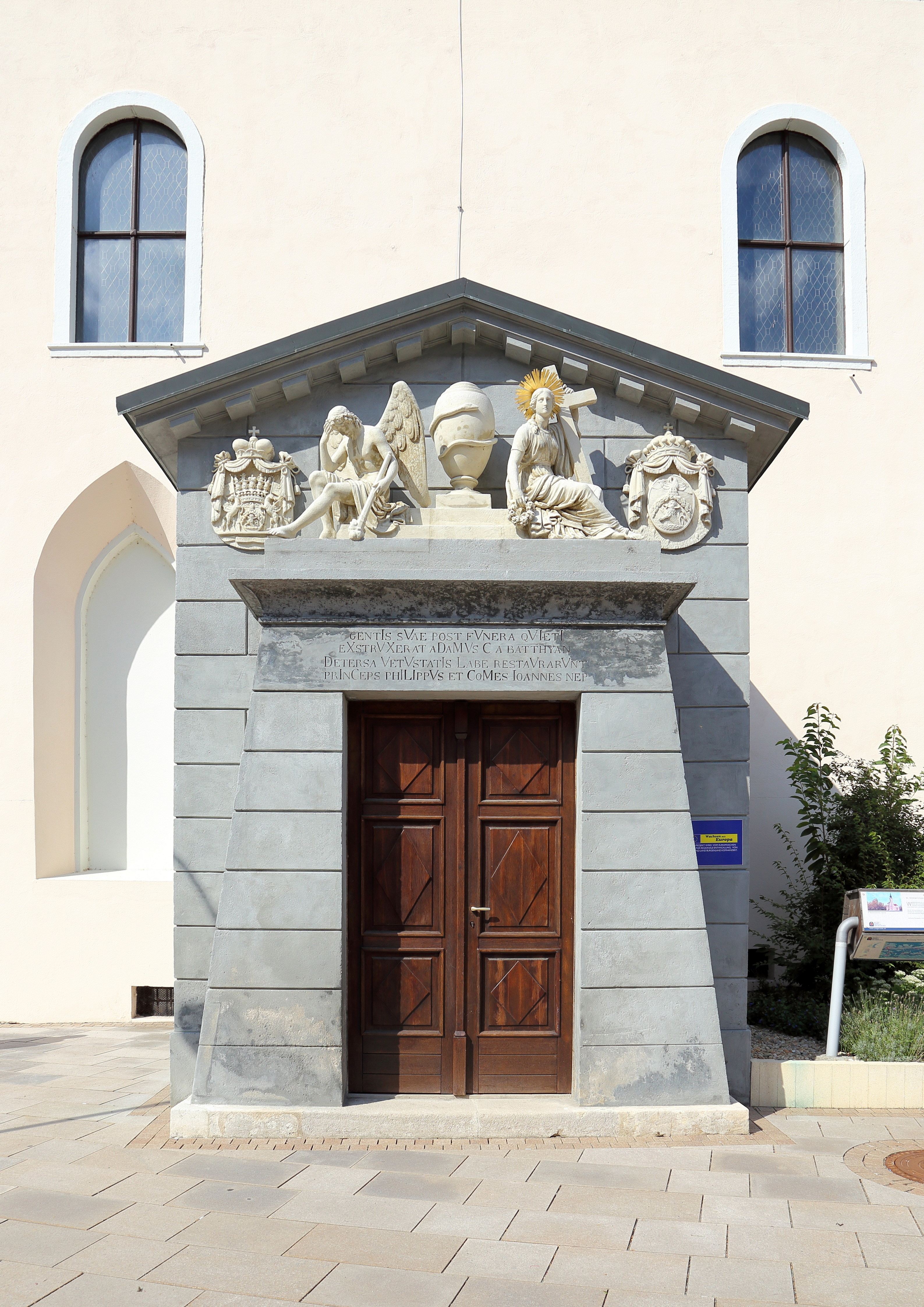
Die Portalinschrift der Familiengruft verweist auf die Renovierung durch Philipp und Johann Nepomuk I.: „PRINCEPS PHILIPPVS ET COMES JOANNES NEP.“

Fürst Batthyány-Strattmann lebte in Budapest, Körmend, Trautmannsdorf und Wien. Er starb am 22. Juli 1870 im Alter von 88 Jahren. Sein Leichnam wurde in der Familiengruft in Güssing bestattet.

## Erbfolge
Da Philipp unverheiratet war und kinderlos blieb, gingen zahlreiche seiner Besitztümer an die Töchter seines bereits vor ihm verstorbenen jüngeren Bruders Johann Baptist (1784–1865) über. Den Fürstentitel erbte sein Cousin zweiten Grades, Gustav Batthyány-Strattmann. Als Enkel des Bruders seines Großvaters war er der nächste Verwandte innerhalb der weit verzweigten Familie. Mit dem Tod des ebenfalls kinderlosen Sohnes Gustavs, Edmund Batthyány-Strattmann, im Jahr 1914 starb der erste fürstliche Zweig der Familie im Mannesstamm aus. Die Fortführung der Linie erfolgte 1915 durch die Verleihung der Fürstenwürde durch Kaiser Franz Joseph I. an Ladislaus Batthyány-Strattmann, einen entfernten Cousin aus dem ursprünglich gräflichen Teil der Familie (siehe Herkunft und Familie).
Philipps jüngere Nichte Juliana Batthyány war mit Wilhelm Albrecht von Montenuevo verheiratet, seine ältere Nichte Elisabeth Batthyány mit Karl Draskovich von Trakostyán. Schloss Margarethen am Moos und Schloss Peuerbach gingen dadurch in den Besitz der Montenuevo über. Ein großer Teil der Besitzungen der Familie in Güssing, darunter das heutige Schloss Draskovich, kam zum Haus Draskovich. Diese Zweiteilung der Güter in und um Güssing zwischen den Familien Batthyány und Draskovich besteht bis heute.

## Auszeichnungen
- Erbobergespan des Komitats Eisenburg
- Ernennung zum Kämmerer
- Ernennung zum Geheimen Rat
- Großkreuz des ungarischen Stephansordens
- Ritter des Ordens vom Goldenen Vlies
- Kommandeur des österreichischen Leopoldsordens[14]